# Oberscheid (Hennef)
Oberscheid ist ein Ortsteil der Stadt Hennef (Sieg). 

## Lage
Der Weiler liegt in einer Höhe von 185 m ü. NHN auf den Hängen des Westerwaldes. Nachbarorte sind Mittelscheid im Nordosten, Wassack im Osten und Süchterscheid im Südwesten.

## Geschichte
1910 gab es in Oberscheid die Haushalte Ackerer Heinrich Naas, Ackerer und Wirt Matthias Naas und Gertrud Stöcker.